# Josep Ribas Sorinas
Josep Ribas Sorinas (Manresa, 1950 - 1/01/2001), fou un sindicalista i independentista manresà. Procedent de la Unió Socialista del Bages, a principis dels anys 70 s'incorpora al Partit Socialista d'Alliberament Nacional (PSAN) on hi impulsa, juntament amb Lluís Alegre, la sectorial obrera Front Sindical. Obrer metal·lúrgic a la fundició SAF de Manresa, milita clandestinament a les Comissions Obreres i el 1977 participa en la creació del sindicat independentista Col·lectius de Treballadors (CCTT), del qual serà membre de la seva primera executiva nacional i un dels principals responsables del sindicat a la comarca del Bages. El 1979 participa en la creació del partit Nacionalistes d'Esquerres.